# Конавле (општина)
Конавле су општина у Дубровачко-неретванској жупанији, Република Хрватска.

## Историја
До територијалне реорганизације у Хрватској налазила се у саставу старе општине Дубровник. Седиште општине је у насељу Цавтат.
У XVI веку већина Срба Конавла били су православни хришћани.
За време рата у Хрватској Конавле су другу половину 1991. и прву половину 1992. године биле под контролом ЈНА. Општина је попаљена и опљачкана, конвоји опљачкане робе кретали су се према Црној Гори. У ратним разарањима Конавала од укупно 3222 оштећено је 2468 стамбених објеката.

## Становништво
На попису становништва 2011. године, општина Конавле је имала 8.577 становника, од чега у седишту општине Цавтату 2.153. Општина се састоји од 32 насеља.
| Број становника по пописима | Број становника по пописима | Број становника по пописима | Број становника по пописима | Број становника по пописима | Број становника по пописима | Број становника по пописима | Број становника по пописима | Број становника по пописима | Број становника по пописима | Број становника по пописима | Број становника по пописима | Број становника по пописима | Број становника по пописима | Број становника по пописима | Број становника по пописима |
| --------------------------- | --------------------------- | --------------------------- | --------------------------- | --------------------------- | --------------------------- | --------------------------- | --------------------------- | --------------------------- | --------------------------- | --------------------------- | --------------------------- | --------------------------- | --------------------------- | --------------------------- | --------------------------- |
| 1857.                       | 1869.                       | 1880.                       | 1890.                       | 1900.                       | 1910.                       | 1921.                       | 1931.                       | 1948.                       | 1953.                       | 1961.                       | 1971.                       | 1981.                       | 1991.                       | 2001.                       | 2011.                       |
| 9.092                       | 9.234                       | 9.304                       | 9.949                       | 10.701                      | 9.886                       | 9.088                       | 9.590                       | 8.916                       | 8.813                       | 8.729                       | 8.329                       | 8.551                       | 9.074                       | 8.250                       | 8.577                       |

Напомена: Настала из старе општине Дубровник.